# Prattsville, Arkansas
Prattsville là một thị trấn thuộc quận Grant, tiểu bang Arkansas, Hoa Kỳ. Năm 2010, dân số của thị trấn này là 305 người.

## Dân số
- Dân số năm 2000: 282 người.
- Dân số năm 2010: 305 người.